# تحلیل ترافیک دی‌ان‌اس
تحلیل ترافیک دی‌ان‌اس، (به انگلیسی: DNS analytics) نظارت (جمع‌آوری و تجزیه و تحلیل) ترافیک DNS در یک شبکه کامپیوتری است. چنین تحلیلی از ترافیک دی‌ان‌اس کاربرد قابل توجهی در امنیت اطلاعات و جرم یابی قانونی دیجیتال دارد، در درجه اول هنگام شناسایی تهدیدهای خودی، بدافزارها، سلاح‌های سایبری و کمپین‌های تهدید دائمی پیشرفته (APT) در شبکه‌های رایانه ای.
از آنجایی که فرایندها و تعاملات تحلیل ترافیک دی‌ان‌اس شامل ارتباطات بین کلاینت‌های دی‌ان‌اس و سرورهای دی‌ان‌اس در طول حل پرس و جو و به‌روزرسانی‌های DNS می‌شود، ممکن است شامل وظایفی مانند ثبت درخواست، نظارت بر تاریخ توسط گره، جدول‌بندی مقادیر تعداد درخواست‌ها و محاسبات بر اساس ترافیک شبکه باشد. درخواست‌ها. در حالی که یک محرک اصلی برای تحلیل ترافیک دی‌ان‌اس امنیت است که در زیر توضیح داده شده‌است، انگیزه دیگر درک ترافیک شبکه است تا بتوان آن را برای بهبود یا بهینه‌سازی ارزیابی کرد. به عنوان مثال، تحلیل ترافیک دی‌ان‌اس را می‌توان برای جمع‌آوری داده‌ها در آزمایشگاهی که در آن تعداد زیادی درخواست مرتبط برای به روز رسانی نرم‌افزار رایانه شخصی انجام می‌شود، استفاده کرد. با پیدا کردن این، ممکن است یک سرور به روز رسانی محلی برای بهبود شبکه نصب شود.

## تحقیق منتشر شده
تحقیقات در حوزه عمومی نشان می‌دهد که بدافزارهای حمایت‌شده دولتی و کمپین‌های تهدیدهای پیشرفته و مستمر نشانگرهای دی‌ان‌اس در معرض خطر (IOC) را نشان می‌دهند. از ژوئن ۲۰۱۰، تجزیه و تحلیل پلتفرم‌ها و عوامل سلاح‌های سایبری توسط آزمایشگاه‌هایی از جمله کسپرسکی لب، ایست، سیمنتک، مک‌آفی،  Norman Safeground و مندیانت انجام شده‌است. یافته‌های منتشر شده توسط این سازمان‌ها شامل تجزیه و تحلیل دقیق استاکس‌نت، بدافزار شعله، Hidden Lynx, Operation Troy, The NetTraveler, Operation Hangover, مندیانت APT1، است. این بدافزارها و کمپین‌های تهدیدهای پیشرفته و مستمر را می‌توان با استفاده از ابزارهای تجزیه و تحلیل DNS به‌طور قابل اعتماد در شبکه‌های رایانه ای شناسایی کرد.